# 139ª Squadriglia
La 139ª Squadriglia era un reparto del Regio Esercito.

## Storia

### Prima guerra mondiale
Nell'estate 1917 nascono 2 Sezioni Pomilio per la Regia Marina al Centro Formazione Squadriglie dell'Aeroporto di Brescia-Ghedi e destinate a Cascina Farello di Aquileia comandate dal Tenente Gerardo Villa con 6 Pomilio.
Nel mese di ottobre nasce la 3ª Sezione PD a Ghedi per formare la 139ª Squadriglia ma nell'ambito della Battaglia di Caporetto le altre 2 Sezioni vengono catturate dagli austriaci ed il 31 ottobre la 3^ va all'Aeroporto di Istrana con 3 P.
Il 9 novembre la 3ª Sezione va a Nove di Bassano nel VII Gruppo (poi 7º Gruppo Autonomo Caccia Terrestre) dove riceve la 2ª Sezione alla metà del mese formando la 139ª Squadriglia dal 20 novembre.
Il 14 dicembre il reparto entra nel XV Gruppo al Campo di aviazione di San Pietro in Gu per le Truppe degli Altipiani con 2 PD ed un Pomilio PE.
In dicembre è al comando del Ten. Valente Giannini che dispone di altri 7 piloti e nel 1917 svolge 4 voli di guerra. Alla fine di dicembre arriva anche il Capitano Amerigo Manzini.
Il 17 gennaio 1918 3 aerei bombardano tra Asiago e Gallio (Italia) ripetuto il 28 gennaio da 9 aerei lanciando ogni velivolo 2 bombe da 130 mm ma 2 aerei atterrano fuori pista rompendosi.
Il 15 marzo va a San Luca di Padernello (Paese) e nell'ambito della Seconda battaglia del Piave il 15 giugno 5 aerei bombardano tra Falzè e Barbisano e 3 aerei mitragliano l'altipiano di Nervesa della Battaglia sganciando 30 bombe sparando 1.000 colpi.
Il 16 giugno lanciano 40 bombe tra Falzè e Nervesa sparando 1000 colpi ed il 1º luglio va a Villaverla nel XXIII Gruppo (poi 23º Gruppo).
Il 13 luglio viene sciolta dopo 108 voli di guerra e 2 caduti.

### Seconda guerra mondiale
A luglio 1942 era a Prevesa con alcuni CANT Z.501 e 6 CANT Z.506 della Regia Aeronautica.
Al 31 dicembre 1943 era all'Arsenale militare marittimo di Taranto sui CZ 506 nel I Raggruppamento idrovolanti.